# Kappa (thương hiệu)
Kappa là một thương hiệu đồ thể thao của Ý được thành lập tại Turin, Piedmont, Ý vào năm 1978 bởi Marco Boglione, với tư cách là một nhánh trang phục thể thao đã tồn tại "Robe di Kappa".

## Lịch sử
Maglificio Calzificio Torinese (MCT), một công ty tất và đồ lót từ Turin, đã gặp sự cố sản xuất với nhãn hiệu Aquila của mình vào năm 1916. Khi sự cố được khắc phục, tất cả các sản phẩm mới đều được đóng dấu chữ K, viết tắt của tiếng Đức Kontrolle. Doanh số tăng mạnh và vào năm 1967, dòng K chính thức được gọi là Kappa, ký tự Hy Lạp cho K.

## Tài trợ
Bản mẫu:Excessive detail

### Ủy ban Olympic
- Cuba
- Na Uy

### Bóng đá bãi biển

#### Câu lạc bộ
- Ecosistem Lamezia

### Formula 1

#### Đội F1 Alpine
Vào tháng 1 năm 2022, có thông báo rằng Kappa sẽ bắt đầu mối quan hệ hợp tác kéo dài nhiều năm với Alpine F1 Team, cung cấp quần áo cho các tài xế và đội hậu trường, đồng thời in logo của họ trên màu sơn xe mới. Kappa cũng chuẩn bị phát triển các bộ sưu tập trang phục mới cho bộ quần áo, trang phục dành cho người hâm mộ, giày dép và phụ kiện của Alpine, dựa trên mạng lưới giấy phép phân phối những thứ này trên toàn cầu.

### Bóng đá

#### Hiệp hội và giải đấu
Kappa là nhà cung cấp bóng đá chính thức cho các giải đấu, trọng tài và hiệp hội sau:
- CBF (Liên đoàn bóng đá Brasil)
- Serie B[5]
- Football Queensland[6]

#### Trọng tài
Kappa là nhà cung cấp bóng đá chính thức cho các trọng tài giải đấu sau:
- Brasileirão

#### Đội tuyển quốc gia
- Fiji
- Gabon
- Tunisia

#### Câu lạc bộ

##### Châu Phi
- USM Alger
- Kaizer Chiefs
- Beni Suef
- Casa Sports club
- Al-Hilal Omdurman
- ARP
- F.C. Platinum
- Espérance de Tunis

##### Châu Á
- Adamstown Rosebud FC
- FC Bulleen Lions
- Green Gully SC
- South Melbourne FC
- Western United
- South West Queensland Thunder FC
- Western Sydney Wanderers
- Wijaya FC
- Al-Diwaniya FC
- Khon Kaen United F.C.
- FK Köpetdag Aşgabat

##### Châu Âu
- Erzeni
- Cercle Brugge K.S.V.
- Charleroi (Đến mùa giải 2022-2023)
- Seraing
- Chester
- Dudley Town
- Gloucester City
- Kidderminster Harriers F.C.
- Templer Way F.C.
- Angers  (Đến mùa giải 2022-2023)
- Caen
- Laval
- Metz
- AS Monaco
- Niort
- Orléans
- Quevilly-Rouen
- Racing Besançon
- Red Star F.C.
- Stade Briochin
- Mainz 05   (Đến mùa giải 2022-2023)
- Mainz 05 II  (Đến mùa giải 2022-2023)
- Europa
- Aris Thessaloniki (2023-2026)
- Athens Kallithea
- Panachaiki
- Panathinaikos
- Bnei Yehuda
- Ironi Kiryat Shmona
- Bari
- Bitonto
- Brescia
- Cesena
- Empoli
- Fiorentina
- Latte Dolce
- Palermo
- Sanremese
- Venezia
- ASWH[7]
- Makedonija Gjorče Petrov
- Córdoba
- Extremadura
- Guadalajara
- Cultural Leonesa[8]
- Deportivo La Coruña
- Lugo
- Valladolid  (Từ mùa giải 2023-2024)
- Jagiellonia Białystok
- Widzew Łódź
- Estoril
- Rapid București  (Từ mùa giải 2023-2024)
- Pollok F.C.
- Kırklarelispor
- Kocaelispor
- Nazilli Belediyespor
- Turgutluspor
- Vanspor

##### Bắc Mỹ
- Deportivo Saprissa
- Real Estelí

##### Châu Đại Dương
- Club Penguin AFC
- Birkenhead United AFC
- Three Kings United
- Waiheke United AFC

##### Nam Mỹ
- Aldosivi
- Huracán  (Đến mùa giải 2022)
- Racing Club
- Santamarina
- Tigre
- Unión de Santa Fe
- Vasco da Gama  (Đến mùa giải 2022)
- Guarani
- Unión Española
- Independiente Santa Fe
- Nacional  (Từ mùa giải 2023)

### Bóng rổ

#### Đội tuyển quốc gia
- Tất cả các đội British Basketball League[9]
- Ireland
- Bắc Ireland
- Singapore[10]
- Slovakia
- Venezuela

#### Câu lạc bộ
- Bouzalac
- Hermine Nantes
- MSB Le Mans
- Basket Lattes
- Auxilium Torino
- Olimpo Basket Alba
- Anwil Włocławek
- Asseco Gdynia
- KK Metalac Valjevo
- Jeonju KCC Egis
- BC Brno

### Bóng chày

#### Club teams
- Lotte Giants

### Quyền anh
- Moruti Mthalane[11]

### Thể thao điện tử
- Aegis
- AS Monaco Esports
- Audacity Esports
- Demise
- Deportivo Saprissa Esports
- FaZe Clan (FIFA)
- Kwangdong Freecs
- INFINITY
- Machete Gaming
- MAD Lions
- Movistar Riders
- Royal Never Give Up (Dota 2)
- Team Oplon
- Tundra Esports
- Vexed Gaming

### Đấu kiếm

#### Đội tuyển quốc gia
- Federazione Italiana Scherma

### Futsal

#### Câu lạc bộ
- Capurso
- Cesena
- Cosenza
- Giovinazzo

### Golf

#### Đội tuyển quốc gia
- Federazione Italiana Golf

### Bóng ném

#### Đội tuyển quốc gia
- Áo

#### Câu lạc bộ
- Ademar León
- BM Nava
- Espérance de Tunis

### Khúc côn cầu trên băng
- HC Sparta Praha
- HC Energie Karlovy Vary
- Motor České Budějovice
- VHK Vsetín
- HC ZUBR Přerov
- HC RT Torax Poruba
- Draci Šumperk
- HC Baník Sokolov
- Hockey Milano Rossoblu

### Khúc côn cầu

#### Đội tuyển quốc gia
- Malaysia

### Rowing

#### Đội tuyển quốc gia
- Federazione Italiana Canottaggio|Italy

### Bóng bầu dục liên minh
Vào ngày 28 tháng 5 năm 2020, Giải bóng bầu dục liên minh thế giới 2021 đã thông báo rằng Kappa đã được chọn làm nhà tài trợ trang phục chính thức của giải đấu, bao gồm bộ dụng cụ cung cấp thương hiệu cho tất cả các quan chức, tình nguyện viên và nhân viên của trận đấu RLWC2021.

#### Câu lạc bộ
- Bradford Bulls
- Hunslet
- Salford Red Devils

### Bóng bầu dục liên hiệp

#### Câu lạc bộ
- Brive
- Castres Olympique
- Montpellier Hérault
- Aviron Bayonnais
- Rovigo
- Valladolid
- Barcelona Universitari
- Pontypridd

### Bóng chuyền

#### Câu lạc bộ
- Tampereen Isku-Volley
- Espérance de Tunis

### Trượt tuyết

#### Đội tuyển quốc gia
- USA

### Thể thao điện tử

#### Câu lạc bộ
- MAD Lions[13]
- Royal Never Give Up[14]
- Demise[15]